# Traité entre Alfred et Guthrum

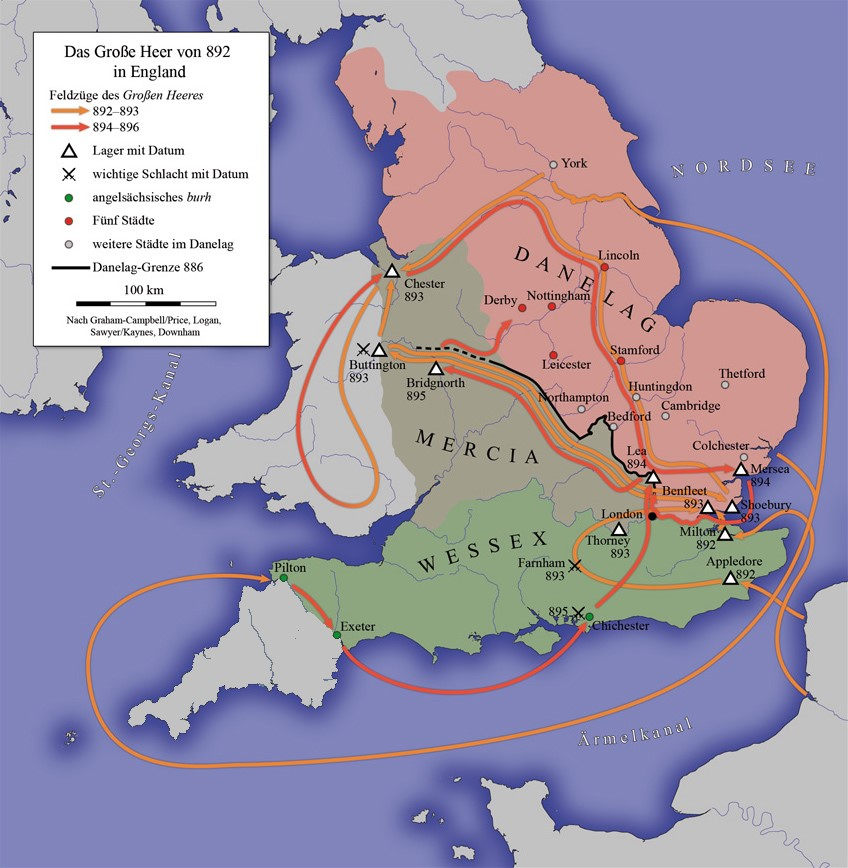
Carte du Danelaw. La frontière définie dans le premier article du traité apparaît en noir.

Le traité entre Alfred et Guthrum a été conclu par le roi du Wessex Alfred le Grand et le chef viking Guthrum, qui règne alors sur l'Est-Anglie. Il comprend un prologue et cinq articles qui fixent la frontière entre les domaines des deux souverains et les relations entre leurs sujets.

## Attestations
Le manuscrit CCCC 383, conservé au Corpus Christi College de l'université de Cambridge, comprend deux versions du texte du traité en vieil anglais. Il en subsiste également une version latine dans le recueil juridique du XIe siècle Quadripartitus (en).

## Date
Le texte du traité n'indique pas la date à laquelle il a été conclu. La fourchette la plus couramment retenue le place entre 878, année du baptême de Guthrum après sa défaite à Edington, et 890, année de sa mort. Il pourrait avoir été conclu au moment de la déposition du roi mercien Ceolwulf II, vers 879-880, ou bien après la reprise de Londres par Alfred, en 886.

## Résumé
Le premier article définit la frontière entre le royaume d'Alfred et celui de Guthrum : « en remontant la Tamise, puis en remontant la Lea, et le long de la Lea jusqu'à sa source, puis droit jusqu'à Bedford, puis en remontant l'Ouse jusqu'à Watling Street. »
Le deuxième article définit le wergild (c'est-à-dire la compensation à verser en cas de meurtre) d'un homme de haut rang, qu'il soit Anglais ou Danois. Il est fixé à « quatre demi-marcs d'or pur », soit 1 280 shillings Celui d'un ceorl, homme libre qui ne possède pas de terres, est fixé à 200 shillings.
Le troisième article est d'ordre juridique. Il postule que tout thegn accusé de meurtre ne peut être reconnu innocent que si douze autres thegns acceptent de se porter garants de sa parole. Un individu de rang inférieur dans la même situation doit avoir pour garants onze hommes de même rang que lui et un thegn. S'il ne peut prouver son innocence, il est condamné à verser une amende correspondant au triple du préjudice subi.
Le quatrième article impose la présence d'un garant pour toute transaction impliquant la vente d'esclaves, de chevaux ou de bœufs.
Le cinquième et dernier article interdit aux sujets de chaque roi de se rendre dans le domaine de l'autre, qu'ils soient esclaves ou hommes libres. Le but est vraisemblablement de réduire au maximum les risques de conflit entre les deux peuples. Une exception est prévue pour les marchands, mais les hommes souhaitant se livrer au commerce de part et d'autre de la frontière doivent remettre des otages en gage de leur bonne foi ; avec cette clause, Alfred cherche probablement à se prémunir de la possibilité que des pillards se fassent passer pour des commerçants.